# Нова Весь (гміна Сувалки)
Нова Весь (пол. Nowa Wieś) — село в Польщі, у гміні Сувалки Сувальського повіту Підляського воєводства.
Населення — 344 особи (2011).
У 1975-1998 роках село належало до Сувальського воєводства.

## Демографія
Демографічна структура станом на 31 березня 2011 року:
|          | Загалом | Допрацездатний вік | Працездатний вік | Постпрацездатний вік |
| -------- | ------- | ------------------ | ---------------- | -------------------- |
| Чоловіки | 183     | 52                 | 120              | 11                   |
| Жінки    | 161     | 42                 | 96               | 23                   |
| Разом    | 344     | 94                 | 216              | 34                   |